# Mecanismo de reacción electroquímico
En química, un mecanismo de reacción electroquímico es la secuencia paso a paso de las etapas elementales, que participen al menos en una transferencia de electrones cerrada, por la cual en general se produce un cambio químico.

## Resumen
Etapas elementales como la transferencia acoplada protón-electrón y el movimiento de los electrones entre un electrodo y el sustrato son especiales para los procesos electroquímicos. Los mecanismos electroquímicos son importantes para toda la química redox como la corrosión, la fotoquímica como la fotosíntesis, otros sistemas biológicos a menudo implican la participación de cadenas de transporte de electrones y otras formas de transferencia de electrones homogéneas y heterogéneas. Estas reacciones suelen ser estudiados con técnicas estándar de tres electrodos, tales como la voltamperometría cíclica, la cronoamperometría, y la coulombimetría potenciométrica, así como experimentos más complejos que implican electrodos de disco rotatorio y electrodos de anillo-disco rotatorio. En el caso de la transferencia de electrones fotoinducida es común el uso de la espectroscopia resolución temporal espectroscopia.

## Formalismo
Al describir las reacciones electroquímicas se emplea a menudo el formalismo de  "E" y "C". La “E” representa una transferencia de electrones, a veces se utilizan “EO” y “ER” para representar las oxidaciones y reducciones, respectivamente. La “C” representa una reacción química que puede ser cualquier etapa elemental y es a menudo llamada la reacción “siguiente”. En Química de coordinación son comunes las etapas “C”, cuya "siguiente" transferencia de electrones son la pérdida de ligando y asociación. La pérdida o ganancia de ligando está asociada con un cambio geométrico en la esfera de coordinación de los complejos. 
[MLn]2+ + e- → [MLn]+ E
[MLn]+ → [ML(n-1)]+ + L C
La reacción anterior se llama una reacción de EC.

## Caracterización
La producción de [ML(n-1)]+ en la reacción anterior por la reacción química “siguiente” produce una especie directamente en el electrodo que podría mostrar la química redox en cualquier lugar en un gráfico CV o ninguno en absoluto. El cambio en la coordinación de [MLn]+ a [ML(n-1)]+ a menudo impide la observación del comportamiento "reversible" durante experimentos electroquímicos como la  voltamperometría cíclica. En el barrido de avance se observa la onda de difusión esperada, en el ejemplo anterior la reducción de MLn]2 + a  MLn]+. Sin embargo, en el barrido inverso no se observa la correspondiente onda, en el ejemplo anterior, esta sería la onda correspondiente a la oxidación de [MLn]1+ a [MLn]2+.  En nuestro ejemplo no hay [MLn]1+ para oxidarse, ya que se ha convertido en [ML(n-1)]+ a través de la pérdida de un ligando. La onda inversa puede observarse a veces mediante el aumento de las velocidades de barrido así la reacción química siguiente puede observarse antes de que tenga lugar la reacción química.  Esto a menudo requiere el uso de ultramicroelectrodos (UME), capaces de velocidades de barrido muy altas de 0,5 a 5,0 V/s.  Gráficas de relaciones de pico de avance y retroceso frente a formas modificadas de la velocidad de barrido a menudo identifican la velocidad de la reacción química. Se ha convertido en una práctica común modelar esas gráficas con simulaciones electroquímicas. Los resultados de dichos estudios son sospechosos, puesto que la simulación requiere unos datos experimentales excelentes, mejores que los obtenidos e informados rutinariamente. Además, la mayoría de los parámetros de tales estudios rara vez se informan y con frecuencia incluyen una irrazonablemente alta variable para la proporción de dato. Una mejor práctica es buscar una relación sencilla bien documentada entre los resultados observados y el fenómeno implicado; o investigar el fenómeno mediante una técnica alternativa como la chronoamperometría o las que implican un electrodo rotativo.

## Electrocatalálisis
La Electrocatalisis es un proceso catalítico que implica la oxidación o la reducción mediante la transferencia directa de electrones.  Los mecanismos electroquímicos del proceso electrocatalítico es un sujeto de investigación común para varios campos de la química y ciencias asociadas. Esto es importante para el desarrollo de catalizadores de la oxidación del agua y de las pilas de combustible. Por ejemplo, la mitad de la reacción de oxidación del agua es la reducción de los protones a hidrógeno, la posterior semirreacción.
2H+ + 2e- → H2
Esta reacción requiere algún tipo de catalizador para evitar una gran sobretensión en la entrega de los electrones. Un catalizador puede lograr esta reacción a través de diferentes caminos de reacción, dos ejemplos son los siguientes para los catalizadores homogéneos [MLn]2+.
Camino 1
[MLn]2+ + e- → [MLn]+ E
[MLn]+ + H+ → [HMLn]2+ C
[HMLn]2+ + e- → [HMLn]+ E
[HMLn]+ + H+ → [H2MLn]2+ C
[H2MLn]2+ → [MLn]2+ + H2 C
Camino 2
[MLn]2+ + e- → [MLn]+ E
[MLn]+ + H+ → [HMLn]2+ C
2[HMLn]2+ → [MLn]2+ + H2 C
El camino 1 se describe como ECECC mientras que el camino 2 se describe como ECC. Si el catalizador se está estudiando para un soporte sólido, el camino 1, que requiere un único centro de metal para funcionar podría ser un candidato viable. En contraste, un sistema de soporte sólido que separe los centros individuales de metal podría dar un catalizador que opera a través del camino 2 inútil, ya que requiere una etapa que es de segundo orden en el centro de metal. La determinación del mecanismo de reacción es muy similar a otros métodos con algunas técnicas únicas para la electroquímica. En la mayoría de los casos la transferencia de electrones se puede suponer que es mucho más rápida que las reacciones químicas. A diferencia de las reacciones estequiométricas donde dominan las etapas entre los materiales de partida y la etapa limitante de velocidad, en catálisis el orden de reacción observado está dominado generalmente por las etapas entre el estado de reposo catalítico y la etapa limitante de la velocidad.

## Transformaciones físicas “Siguientes”
En los experimentos en los que se varía el potencial es común que transcurran a través de un par redox en el que la especie principal se transforma desde una especie que es soluble en la solución a uno que es insoluble. Esto resulta en un proceso de nucleación en el que una nueva especie emigra hacia fuera en el    electrodo de trabajo. Si una especie se ha depositado sobre el electrodo durante un barrido de potencial a continuación, en el barrido de retorno se observa generalmente una onda de agotamiento. 
[MLn]+(solvatado) + e- → [MLn]0(sólido) nucleación
[MLn]0(sólido) → e- + [MLn]+(solvatado) extracción
Mientras que la onda de nucleación puede ser pronunciada o difícil la detección  la onda de extracción suele ser muy distinta. A menudo, estos fenómenos se pueden evitar reduciendo la concentración del complejo en la solución. Ninguno de estos cambios de estado físico involucra un mecanismo de reacción química, pero vale la pena mencionarlas aquí dado que los datos resultantes son a veces confundidos con algunos mecanismos de reacción química.